# 小行星5917
小行星5917（5917 Chibasai）是一颗绕太阳运转的小行星，为主小行星带小行星。该小行星于1991年7月19日发现。

## 轨道参数
小行星5917的轨道半长轴为388 179 268 km，2.5947812 UA，离心率为0.139。